# Matheus Biteco
Matheus Biteco, né Matheus Bitencourt da Silva le 28 juin 1995 à Porto Alegre (Brésil) et mort le 28 novembre 2016 à La Unión (Colombie), est un footballeur brésilien qui évolue au poste de défenseur ou milieu de terrain.
Matheus Biteco meurt le 28 novembre 2016, dans le crash du vol 2933 LaMia Airlines.

## Biographie
Matheus Biteco joue en faveur des clubs de Grêmio et de Chapecoense.
Il dispute au cours de sa carrière 35 matchs en première division brésilienne et six matchs en Copa Sudamericana, sans inscrire de but.
Il participe avec l'équipe du Brésil des moins de 20 ans au Tournoi de Toulon en 2013. Le Brésil remporte cette compétition. Matheus Biteco joue quatre matchs lors de ce tournoi.

## Palmarès
- Brésil U20
  - Vainqueur du Tournoi de Toulon en 2013